# Hypocrita variabilis
Hypocrita variabilis är en fjärilsart som beskrevs av Hans Zerny 1928. Hypocrita variabilis ingår i släktet Hypocrita och familjen björnspinnare. Inga underarter finns listade i Catalogue of Life.